# Оливейра, Даниэл Родриго де
Даниэль Родриго де Оливейра (порт. Daniel Rodrigo de Oliveira; 14 сентября 1985) — бразильский футболист, нападающий бельгийского «Эрпе-Мере Юнайтед».

## Биография
Выступал на родине в клубе «Португеза Сантиста», который играл в чемпионате штата.
В 2007 году перебрался в Бельгию, где долгое время выступал за местные команды.
В июне 2013 года подписал контракт по схеме 1+2 с донецким «Металлургом», в котором дебютировал 8 августа в домашнем матче Лиги Европы против албанского «Кукеси» (1-0), выйдя на 84 минуте вместо Владимира Полевого. 11 августа дебютировал и в матчах Премьер-лиги, выйдя на 78 минуте матча против «Арсенала» вместо автора дубля Жуниора Мораеса. А уже во втором матче чемпионата, который Даниэль начал в основе, он забил свой первый гол за «Металлург», поразив ворота «Зари». Всего в течение сезона провел 10 матчей за «Металлург», а по его завершении, летом 2014 года, оставил Донецк, вернувшись в Бельгию, где заключил контракт с второлиговым клубом «Эндрахт» (Алст).